# Olivella inusta
Olivella inusta is een slakkensoort uit de familie van de Olividae. De wetenschappelijke naam van de soort is voor het eerst geldig gepubliceerd in 1915 door Sowerby III.